# Tagesschau

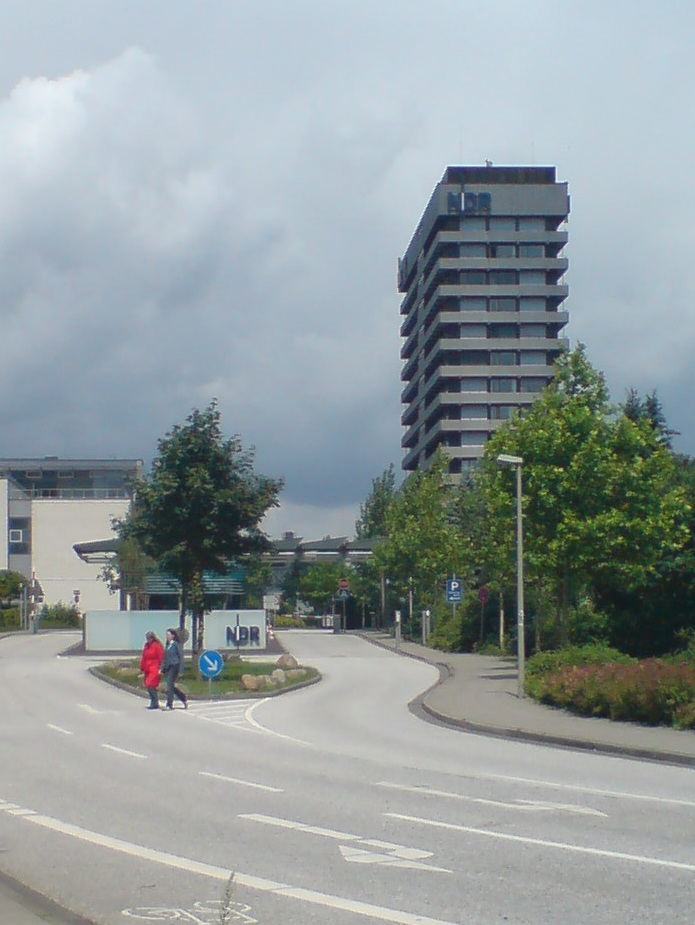
Redakcja Tagesschau (ARD-aktuell) w Hamburgu

Tagesschau (z niem. Przegląd Dnia) – niemieckojęzyczny dziennik informacyjny ARD emitowany przede wszystkim w telewizji Das Erste. Dziennik produkuje na zamówienie ARD telewizja Norddeutscher Rundfunk (NDR) z siedzibą w Hamburgu. Główne wydanie prezentowane jest codziennie o 20:00, nie tylko w Das Erste, ale również w większości telewizji regionalnych zrzeszonych w ARD (NDR, rbb, SWR, WDR, hr, BR, SR, RB), a także w tagesschau24, ARD-alpha, 3sat i Phoenix (w wersji z tłumaczeniem na język migowy).
Codziennie wieczorne piętnastominutowe wydanie Tagesschau gromadzi we wszystkich kanałach łącznie ponad 9 mln widzów (ok. 33% udziału w rynku). Ponadto w internecie działa cieszący się dużą popularnością serwis informacyjny tagesschau.de.

## Historia
Tagesschau jest najstarszym niemieckojęzycznym serwisem informacyjnym prezentowanym na terenie Republiki Federalnej Niemiec, pierwsze wydanie miało miejsce 26 grudnia 1952 roku. Pierwsza redakcja Tagesschau miała swoją siedzibę w Berlinie Zachodnim, dopiero w 1955 roku została przeniesiona do biur w Hamburgu-Lokstedt, do siedziby telewizji NDR. Sama nazwa Tagesschau nawiązuje do cotygodniowych kronik filmowych w kinach niemieckich o nazwie Wochenschau.
Na samym początku dziennik nadawany był trzy razy w tygodniu, z czasem od poniedziałku do soboty w formie kronik filmowych, przedstawiający bieżące wydarzenia. W 1960 roku wyemitowano pierwsze studio pogodowe po głównym wydaniu Tagesschau, była to prognoza na 1 marca 1960 roku. Od 1961 roku program nadawany jest codziennie ze studia reporterskiego, w 1962 roku informacje poczęto prezentować w formie krótkich reportaży filmowej na każdy z poruszany tematów. Od 1970 roku Tagesschau emitowane jest w kolorze.
Od 1978 roku wieczorem, średnio ok. dwóch godzin po głównym wydaniu Tagesschau, nadawana jest audycja Tagesthemen, która jest półgodzinnym programem oferującym bardziej szczegółowe raporty, analizy i komentarze.
Od 1992 roku Tagesschau nadawany jest co pół godziny w ramach pasma porannej telewizji śniadaniowej ARD. Od 1995 roku ukazuje się również magazyn podsumowujący wydarzenia dnia – Nachtmagazin. Dwa lata później obok głównego wydania pojawiły się wejścia o 12:00, 14:00, 15:00 i 17:00, a od 2001 roku najnowsze wydarzenia można śledzić także o 2:30 i 4:45. Tagesschau jest również serwisem informacyjnym kanału tagesschau24, na którym emitowane są zarówno wydania emitowane na antenie Das Erste, jak i dodatkowe.

## Czołówka i formuła programu
Czołówki Tagesschau charakteryzuje pewnego rodzaju ciągłość historyczna. Praktycznie od samego początku Tagesschau program rozpoczyna gong i nagrane wcześniej zdanie, wypowiadane na tle identu początkowego: „Hier ist das Erste Deutsche Fernsehen mit der Tagesschau” (pol: To jest Pierwszy Program Telewizji Niemieckiej z (w znaczeniu w nim) Tagesschau). Przez wiele lat nagranie tych słów było przywilejem osoby będącej aktualnym szefem prezenterów programu (Chefsprecher) i było dokonywane na nowo po każdej zmianie na tym stanowisku. W kwietniu 2014 zerwano z tą tradycją, zaś w nowej wersji identu wystąpiła aktorka Claudia Urbschat-Mingues. Dodano również drugie zdanie lektorki, w którym przedstawia ona prezentera. Motyw muzyczny Tagesschau pozostał niezmieniony kompozycyjnie od 1956, pomimo kilku zmian aranżacji (ostatnia w 2014 roku).
Do 2012 r. prezenterzy programu nie mogli wypowiedzieć na antenie ani jednego zdania od siebie, co miało podkreślać pełny obiektywizm redakcji. W 2012 zezwolono im na witanie i żegnanie widzów własnymi słowami, ale nadal nie wolno im w jakikolwiek sposób wyrażać własnego stosunku do omawianych tematów. W praktyce prezenterzy głównego wydania nie odeszli od zwyczajowych formuł powitalnej i pożegnalnej. Jedyne słowa, jakie prowadzący wypowiada przed pierwszą wiadomością, brzmią zawsze: Guten Abend, meine Damen und Herren. Ich begrüße Sie zur Tagesschau. (Dobry wieczór Państwu. Witam Państwa w Tagesschau.). Zamknięcie programu jest nieco swobodniejsze, ale kończy się niezmiennie słowami Ich wünsche Ihnen noch einen schönen Abend (Życzę Państwu miłego wieczoru). Mniejszy rygor obowiązuje pod tym względem w siostrzanym programie Tagesthemen, który jednak postrzegany jest bardziej jako audycja publicystyczna niż informacyjna.

## Produkcja
Podobnie jak cały kanał Das Erste, Tagesschau jest wspólną produkcją wszystkich nadawców regionalnych należących do ARD. Członkiem odpowiadającym za koordynację programu jest NDR, którego dziennikarzami są wszyscy prezenterzy i który zapewnia programowi zaplecze redakcyjne i produkcyjne w swojej siedzibie w Hamburgu. Reporterzy, w tym korespondenci zagraniczni, są delegowani przez różnych członków ARD, zaś ich przynależność jest często podkreślana na ekranie, m.in. przez używane mikrofony reporterskie, na których znajdują się zarówno logotypy całego ARD, jak i członka delegującego danego dziennikarza. Materiały z Niemiec są przygotowywane przez ekipy członka ARD właściwego dla danego terenu.

## Ludzie

### Redaktorzy naczelni
- 1952–1960 – Martin S. Svoboda(inne języki)
- 1960–1970 – Hans-Joachim Reiche(inne języki)
- 1970–1977 – Hartwig von Mouillard(inne języki)
- 1977–1980 – Dieter Gütt(inne języki)
- 1981–1988 – Edmund Gruber(inne języki)
- 1988–1991 – Henning Röhl(inne języki)
- 1991–1993 – Gerhard Fuchs(inne języki)
- 1993–1998 – Ulrich Deppendorf(inne języki)
- 1999–2005 – Bernhard Wabnitz(inne języki)
- 2006–2019 – Kai Gniffke(inne języki)
- Od 2019 – Marcus Bornheim(inne języki)

### Obecni prowadzący głównego wydania o 20:00
- Jens Riewa(inne języki) (od 1994; od 2020 szef prezenterów programu)
- Susanne Daubner(inne języki) (od 1999)
- Thorsten Schröder(inne języki) (od 2007)
- Julia-Niharika Sen(inne języki) (od 2021)
- Romy Hiller (od 2025)

### Dawni prowadzący głównego wydania o 20:00
- Karl-Heinz Koepke(inne języki) (1959-1987)
- Werner Veigel(inne języki) (1966-1994)
- Wilhelm Wieben(inne języki) (1972-1998)
- Joachim Jo Brauner(inne języki) (1974-2004)
- Dagmar Berghoff(inne języki) (1976-1999)
- Ellen Arnhold(inne języki) (1987-2015)
- Eva Herman(inne języki) (1989-2007)
- Marc Bator(inne języki) (2000-2013 – obecnie pracuje w Sat.1)
- Laura Dünnwald(inne języki) (2001-2007)
- Jan Hofer(inne języki) (1985-2020)
- Linda Zervakis(inne języki) (2013-2021)
- Judith Rakers (2008-2024)
- Constantin Schreiber(inne języki) (2021-2025[3])